# Расінес
Расінес (ісп. Rasines) — муніципалітет в Іспанії, у складі автономної спільноти Кантабрія. Населення — 1055 осіб (2009).
Муніципалітет розташований на відстані близько 320 км на північ від Мадрида, 35 км на південний схід від Сантандера.
На території муніципалітету розташовані такі населені пункти: Касав'єха, Сереседа, Ель-Серро, Ла-Еділья, Фресно, Ельгера, Ломбера, Охебар, Расінес (адміністративний центр), Росільйо, Санта-Крус, Торкольяно, Ла-Вега, Вільяпарте.

## Демографія
Динаміка населення (INE ):

## Галерея зображень

Розташування муніципалітету
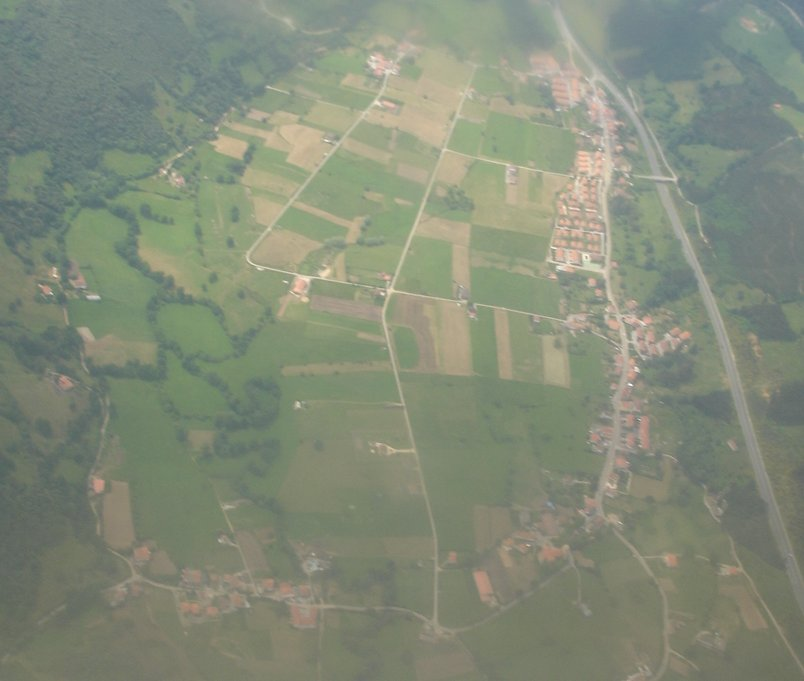
Расінес з висоти пташиного польоту